# المحلى (الرجم)

تعديل مصدري - تعديل

المحلى هي إحدى قرى عزلة الجرادي بمديرية الرجم التابعة لمحافظة المحويت، بلغ تعداد سكانها 63 نسمة حسب تعداد اليمن لعام 2004.